# Église San Giorgio alla Costa
L'église San Giorgio alla Costa, appelée anciennement église Santi Giorgio e Massimiliano dello Spirito Santo, est une petite église historique du quartier Oltrarno, au centre de Florence, située dans la rue Costa San Giorgio, qui mène du Ponte Vecchio au Forte Belvedere.

## Histoire
Anciennement, il y avait à cet endroit trois petites églises consacrées l'une à saint Georges (San Giorgio), l'autre à saint Sigismond et la troisième à saint Mamilien (it). L'église San Giorgio, antérieure à l'an 1000, était un des principaux « prieurés » de la Florence médiévale ; et le jeune Giotto exécuta le retable représentant la Vierge à l'Enfant en majesté et deux anges, conservé au musée diocésain Santo Stefano al Ponte. On y ajouta peu après un couvent, qui fut agrandi et complètement rénové au XVe siècle. Il appartint aux chanoines de Sant'Andrea a Mosciano, aux dominicains et à la congrégation Silvestrine (it). En 1520, à la demande de Lucrèce de Médicis, fille de Laurent de Médicis, on construisit un nouveau couvent dédié au Saint-Esprit et attribué aux moniales vallombrosaines. De 1705 à 1708, l'église fut rénovée par l'architecte Giovanni Battista Foggini, et l’intérieur, décoré d'œuvres de style rococo d'Alessandro Gherardini (La Gloire de saint Georges) et d'Anton Domenico Gabbiani (Descente de l'Esprit saint dans l'ovale du maître-autel).
Le couvent, comme de nombreuses autres institutions religieuses de la ville, fut aboli par la réforme napoléonienne de 1808 et, de 1926 à 1933, transformé pour accueillir la caserne Vittorio Veneto, qui formait notamment des élèves-officiers médecins et chimistes pharmaciens pour l'École de santé militaire.
L'église a été pendant quelque temps le siège de l'Église orthodoxe roumaine. À cause de dommages à la structure du toit, elle n'était plus aux normes, et la communauté religieuse a utilisé une pièce adjacente.
En septembre 2017, après une restauration, il a été rouvert en tant qu'église catholique.

## Œuvres situées jadis dans l'église
- Madone de San Giorgio alla Costa de Giotto, au musée diocésain Santo Stefano al Ponte à Florence.
- L'Annonciation d'Alesso Baldovinetti, au musée des Offices.
- La Thébaïde de Paolo Uccello, à la Galleria dell'Accademia de Florence.